# Flia
Flia (též flija nebo fli) je tradiční albánský pokrm, je též populární v Kosovu. Skládá se z několika plátů těsta podobných palačince, které jsou spojeny smetanou. Flija se poté podává se zakysanou smetanou.
Flia v překladu znamená „oběť“. 18. březen byl vyhlášen „dnem flii“, kdy rodiny zvou svoje příbuzné a přátelé k sobě na fliu.
Na přípravu flii je potřeba jenom pět ingrediencí: mouka, voda, máslo, jogurt a sůl. Z hlavních ingrediencí (vody, soli a mouky) se dělá palačinkové těsto. Flija se pak peče ve speciální kovové nádobě zvané sač.